# Nurten Yılmaz

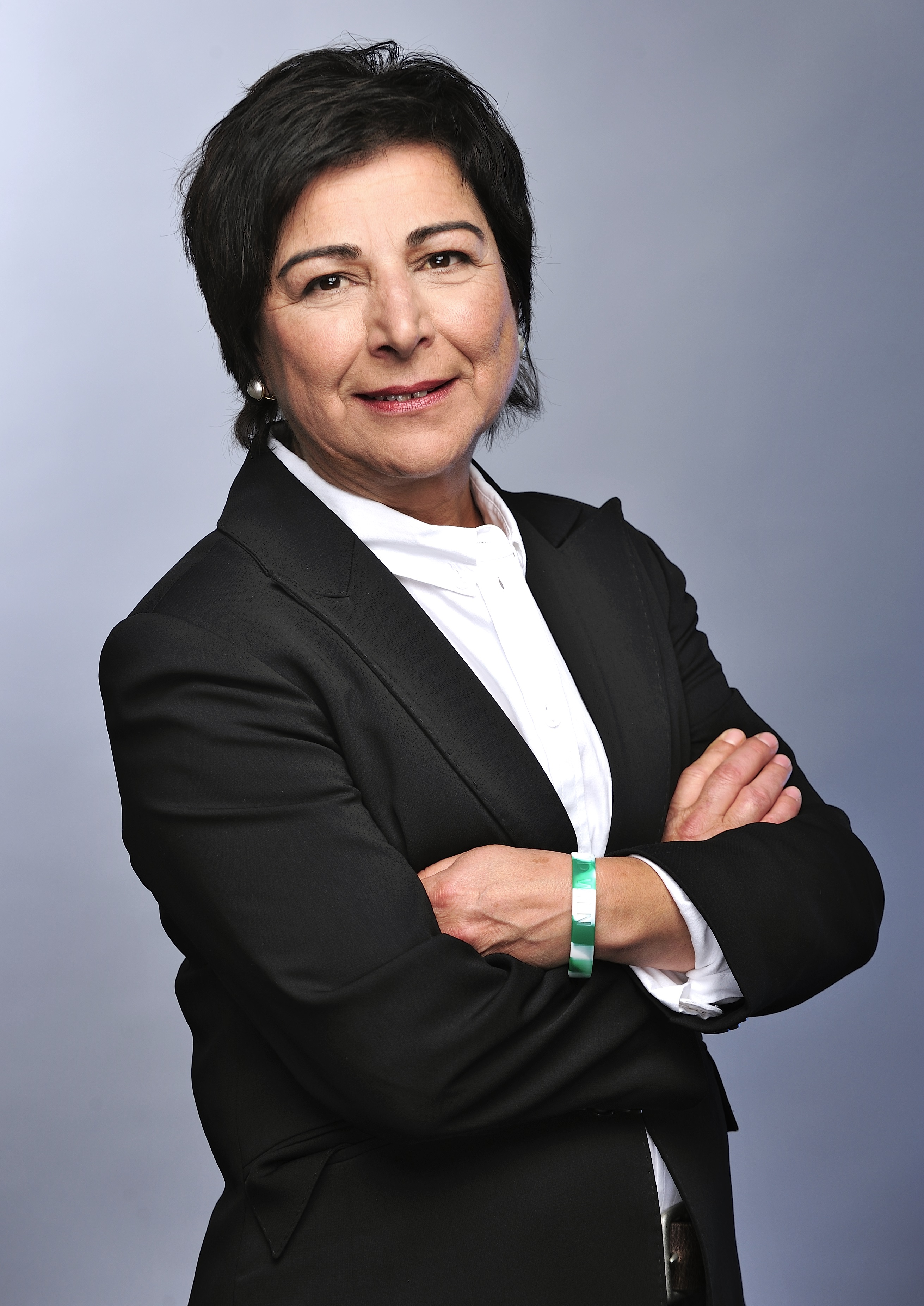
Nurten Yılmaz 2013

Nurten Yılmaz (* 17. September 1957 in Söke, Provinz Aydın/Türkei) ist eine österreichische Politikerin (SPÖ). Sie war von 2001 bis 2013 Abgeordnete zum Wiener Landtag und Gemeinderat und war von 2013 bis 2022 Abgeordnete zum Nationalrat.  

## Ausbildung und Beruf
Die Eltern von Nurten Yılmaz wanderten 1966 mit ihren drei Kindern nach Österreich aus. Ihre Mutter arbeitete als Fabrikarbeiterin bei Philips, ihr Vater († 1980) war als Schneider bei verschiedenen Firmen tätig. Yılmaz absolvierte die Fachschule für Elektrotechnik in Wien-Favoriten, die sie 1977 abschloss. Sie arbeitete im Anschluss bis 1990 in der Statistik-Abteilung der Wiener Gebietskrankenkasse und war von September 1992 bis Oktober 1997 im Bundesfrauensekretariat der SPÖ angestellt. Von 2005 bis 2013 arbeitete Yılmaz für die Kinderfreunde Wien.
Unter Präsident Alexander Wrabetz wurde sie im November 2022 Mitglied des Präsidiums des SK Rapid Wien.

## Politik
Yılmaz engagierte sich ab ihrem 17. Lebensjahr in der Sozialistischen Jugend und in Folge in weiteren verschiedenen Organisationen der SPÖ und gehört der Partei selbst seit 1981 an. Sie ist Mitbegründerin der „Fraueninitiative Bikulturelle Ehen und Lebensgemeinschaften (FIBEL)“, Vorstandsmitglied des Vereins „Österreichisch Türkische Freundschaft“ und Kuratoriumsmitglied im Wiener Integrationsfonds. Yılmaz engagierte sich auch in der Bezirkspolitik in Ottakring und war dort von 1997 bis 2005 Bezirksgeschäftsführerin der SPÖ. 1999 wurde sie in die Bezirksvertretung gewählt. Als zuständige Bezirksrätin für Kinder- und Jugendfragen vertrat sie die SPÖ bis 2001 in der Bezirksvertretung. 2001 wechselte sie in den Wiener Landtag und Gemeinderat, wo sie zwischen 2007 und 2013 Vorsitzende des Ausschusses für „Integration, Frauenfragen, KonsumentInnenschutz und Personal“ war. Nurten Yılmaz ist seit 2003 Bezirksparteivorsitzenden-Stellvertreterin der SPÖ-Ottakring. Seit 2005 ist sie gewähltes Mitglied des Wiener Frauenkomitees und seit 2010 gewähltes Mitglied des Bundesfrauenvorstandes der SPÖ. 
Bei der Nationalratswahl 2013 konnte Yılmaz im Wahlkreis 9F (Wien Nord-West) für die SPÖ ein Grundmandat erringen, welches sie bei den Nationalratswahlen 2017 und 2019 verteidigte. Sie ist Bereichssprecherin für Integration im SPÖ-Parlamentsklub und Mitglied in den parlamentarischen Ausschüssen für Budget, ständiger Unterausschuss des Budgetsausschusses, Innere Angelegenheiten, Sport und Forschung/Innovation/Digitalisierung.
Im Oktober 2022 gab sie bekannt, Ende 2022 aus dem Nationalrat altersbedingt auszuscheiden. Ihr Mandat übernahm Christian Oxonitsch. Als SPÖ-Integrationssprecherin folgte ihr Petra Tanzler nach, SPÖ-Bereichssprecher für Kinder und Kinderrechte wurde Christian Oxonitsch.

## Privates
Yılmaz ist Mutter zweier Töchter (* 1979 bzw. 1990).